# 成瀬は信じた道をいく
『成瀬は信じた道をいく』（なるせはしんじたみちをいく）は、宮島未奈による日本の小説。連作短編集。
『成瀬は天下を取りにいく』に続く『成瀬シリーズ』の第2作。前作に引き続き滋賀県大津市を舞台に、主人公・成瀬あかりの高校3年生の秋から大学1回生の年末年始までの出来事を描く全5編から成る。

収録作の「やめたいクレーマー」が『小説新潮』（新潮社）2023年5月号に掲載されたのち、書下ろしの4編を加え、2024年1月24日に同社から刊行された。

## あらすじ
ときめきっ子タイム
小学4年の北川みらいは、総合学習で10月のテーマが、ときめき地区で活躍している人を取材し発表すると担任が言った瞬間、憧れのゼゼカラの成瀬あかりを対象にすると決める。みらいたちは校長室に突撃取材に行き、班のメンバーから通学路に成瀬の標語があったと聞かされ現地に見に行くと、パトロール中の成瀬に遭遇する。
成瀬慶彦の憂鬱
成瀬慶彦は、家族共用のパソコンの検索履歴から、大学進学で娘のあかりが京都で一人暮らしを始めるのではないかと気を揉む。受験当日は、あかりも妻も一人でも問題ないと言ったが念の為と仕事をリモートワークにしてもらいあかりに付き添う。試験後に時計台を見ていきたいというあかりの希望で中央キャンパスに行くと、あかりは雪が降る芝生でテントを設営している受験生に「うちに来たらいい」と声をかける。
やめたいクレーマー
近所のスーパー・フレンドマートにお客様の声で頻繁にクレームを入れる主婦の呉間言実は、クレームを書いているときに成瀬に声をかけられ、万引が多いので平日午前中のパトロールの協力を頼まれるが拒否する。言実は成瀬と顔を合わせるのが嫌になりネットスーパーを利用するが、届いた食品が傷んでいたことが続き再びフレンドマートに行くと万引の場面を目撃する。
コンビーフはうまい
篠原かれんはびわ湖大津観光大使の選考会場で、同じく観光大使に応募した成瀬がスマホを持っておらず、他の参加者に自宅の電話番号のメモを渡しながら「コンビーフはうまい」と覚えてくれと言う場面を目撃する。
探さないでください
2025年の大晦日、成瀬は「探さないでください」と書かれた書置きとスマホを残し突然姿を消す。成瀬と年末年始を過ごす予定だった島崎は慶彦と成瀬を探しに出かけることになり、近所を捜索する中で、自主パトロール中のみらいも捜索に加わる。彼らはバイト先の人々や知人の篠原夫妻にも捜索の協力を頼み、手掛かりを探すが空振りに終わる。そんな中、成瀬がスタンプラリーに参加している姿がニュースに映り、名古屋に向かうも再びすれ違いに終わる。失意の中、滋賀に戻る途中、みゆきは母親からの連絡で成瀬が東京に向かったことを知る。

## 登場人物

### 主要人物
成瀬 あかり（なるせ あかり）
滋賀県大津市生まれ、同市在住の膳所高校3年生→京都大学1回生。相変わらず興味の赴くまま我が道を突き進む。
かるた班卒業後は、時間を持て余しているので学校帰りにときめき地区をパトロールしている。
大学入試後にびわ湖大津観光大使に任命され、入学後にスーパーでアルバイトを始める。
北川 みらい（きたがわ みらい）
ときめき小学校の4年生→5年生。8月の夏祭りでお気に入りの財布を紛失し「ゼゼカラ」に助けられてから熱狂的ファンに。
成瀬 慶彦（なるせ よしひこ）
あかりの父親。娘が塾にも行かずに京大受験するのに加えて、一人暮らしを始めるのではないかとの疑いに気を揉む。
成瀬 美貴子（なるせ みきこ）
あかりの母親。
城山 友樹（しろやま ともき）
高知県から京大工学部の入試にYouTuberの企画としてヒッチハイクでやって来て学内で野宿しようとした浪人生。
呉間 言実（くれま ことみ）
近所のスーパーにクレームを入れる主婦。成瀬から万引き犯確保の協力を頼まれる。
呉間 祐生（くれま ゆうせい）
言実の夫。実父を反面教師としたのか鷹揚でクレームをしたことがない。
篠原 かれん（しのはら かれん）
祖母、母と三世代続けて「びわ湖大津観光大使」に任命された女子大生。撮り鉄女子。
島崎 みゆき（しまざき みゆき）
成瀬の幼馴染。大晦日、転居した東京から大津の成瀬を訪ねに現れる。

### 周辺人物
野原 結芽（のはら ゆめ）、たいちゃん、くらっち
ときめき小学校4年4組。総合学習でみらいと同じ班。「ゼゼカラ」について調べる。
璃央（りお）
ときめき小学校4年1組。みらいが物陰で聞いていると知らず、結芽と一緒になって成瀬が変な人と悪口を言う。
奥村先生
ときめき小学校4年4組の担任教師。校長室の前に成瀬あかりの絵が飾られていると言う。
校長先生
ときめき小学校の校長。3年前の赴任で直接の面識はないが、伝え聞く成瀬の活躍をみらいたちに教える。
支店長
あかりの父・慶彦の職場の上司。あかりが3歳のころにも一緒の支店で勤務しており、当時家族を交えて膳所城跡公園で花見をしたのであかりを知る。
大澤 幸雄（おおさわ ゆきお）、園田 明慶（そのだ あきよし）
成瀬のアルバイト先、平和堂フレンドマート大津打出浜店の店長と店次長。
呉間 一雄（くれま かずお）
祐生の父、言実の義父。筋金入りのクレーマー。ラグビーワールドカップ日本開催決定後も「日本に誘致を」と書かれたのぼりを「祝ってへんのか」と神戸市役所にクレームを入れ、「日本開催おめでとう!」と書かれたのぼりに置き換えさせる。
有村
平和堂フレンドマート大津打出浜店の中年の女性店員。店内で気持ち悪くなった言実を介抱する。
佐々木
言実がフレンドマートで目撃した万引き常習の高齢女性。成瀬がレジ担当していたことから身元が判明。
阿部
びわ湖大津観光大使の選考会に参加していた女性。成瀬がスマホを持っていないと聞き驚く。
篠原 裕章（しのはら ひろあき）
かれんの父。大津市議。男前。
篠原 ゆりえ（しのはら ゆりえ）
かれんの母。元大津観光大使。実家が大津市内の有名な和菓子店。
篠原 裕介（しのはら ゆうすけ）
かれんの2歳年上の兄。東京の大学で機械工学を専攻している。
景子（けいこ）
かれんの母方の祖母。元ミス大津（大津観光大使の前身）。かれんにお見合いの話を持ってくる。
前田（まえだ）
かれんの母が大津観光大使だったときのパートナー。今でも連絡を取り合っている。
藤野（ふじの）
大津観光協会の職員。中年男性。
米田（よねだ）
大津観光協会の職員。二十代後半ぐらいの女性。学生時代にYouTuberをしていた。観光協会公式チャンネルの動画制作を担当している。
篠原 春江（しのはら はるえ）
かれんの父方の祖母。おごと温泉の家族旅行に参加する。かれんの子を「四代目観光大使」にと長生きの目標にする。
オーロラソース
マヨネーズ隅田（マヨネーズすみだ）、ケチャップ横尾（ケチャップよこお）
漫才コンビ。
みゆきの母親
大晦日、大津へ行ったみゆきと入れ違いで成瀬が訪問してきたとみゆきに連絡する。

## 受賞歴・候補
- 2024年：『ダ・ヴィンチ BOOK OF THE YEAR 2024』小説ランキング1位[5]
- 2024年：『読書メーター OF THE YEAR 2024-2025』第1位[6]
- 2024年：『2024年ブクログ年間ランキング』 本 部門 1位[7]
- 2025年：『2025年本屋大賞』候補 - 10位[8]

## 書誌情報
- 宮島未奈『成瀬は信じた道をいく』
  - 単行本：2024年1月24日発行、新潮社、ISBN 978-4-10-354952-9

| タイトル           | 初出                       |
| ------------------ | -------------------------- |
| ときめきっ子タイム | 書き下ろし                 |
| 成瀬慶彦の憂鬱     | 書き下ろし                 |
| やめたいクレーマー | 『小説新潮』2023年5月号[4] |
| コンビーフはうまい | 書き下ろし                 |
| 探さないでください | 書き下ろし                 |

## オーディオブック

### Audible版
2024年5月31日よりAudibleにて鳴瀬まみが朗読するオーディオブックが配信されている。

### オトバンク版
2024年6月28日よりオトバンクにてドラマ形式で音声化したオーディオブックが配信されている。

#### キャスト（オーディオブック）
- 成瀬あかり - 山根綺[10]
- 島崎みゆき - 緒方佑奈[10]
- 北川みらい - 今泉りおな[10]
- 呉間言実 - 御園理帆[10]
- 篠原かれん - 月城日花[10]
- 成瀬慶彦 - 宮園拓夢[10]
- 成瀬美貴子 - 鳴瀬まみ[10]
- 呉間祐生 - 内田修一[10]
- 篠原ゆりえ - 田中亜矢子[10]
- 篠原裕章 - 岩崎了[10]
- 野原結芽 - 阿部菜摘子[10]
- 記者 - 小林直人[10]
- 藤野 - 礒嵜孝太[10]
- 電車のアナウンス - 石橋遊[10]
- ナレーション（成瀬慶彦の憂鬱） - 鈴木卓郎[10]